# عبد الرحمن بن زيد بن أسلم
عبد الرحمن بن زيد بن أسلم  ( - 182 هـ) هو عالم دين مسلم، له آراء وروايات كثيرة في تفسير الطبري ويقال له "ابن زيد"، وهو ابن زيد بن أسلم. قال ابن تيمية في مقدمة التفسير "وعلماء أهل المدينة في التفسير مثل: زيد بن أسلم: الذي أخذ عنه مالكٌ التفسيرَ، وأخذه عنه أيضا ابنه عبد الرحمن، وأخذه عن عبد الرحمن عبدُ الله بنُ وهب".